# Within a Mile of Home
Within a Mile of Home és el cuarto álbum de la banda de punk rock irlandés/estadounidense Flogging Molly y el tercero en estudio.

## Lista de canciones
1. "Screaming at the Wailing Wall" – 3:41
2. "Seven Deadly Sins" – 2:50
3. "Factory Girls" – 3:51
4. "To Youth (My Sweet Roisin Dubh)" – 3:17
5. "Whistles The Wind" – 4:32
6. "Light of a Fading Star" – 3:52
7. "Tobacco Island" – 5:17
8. "The Wrong Company" – 0:36
9. "Tomorrow Comes a Day Too Soon" – 3:32
10. "Queen Anne's Revenge" – 3:06
11. "Wanderlust" – 3:31
12. "Within a Mile of Home" – 3:53
13. "The Spoken Wheel" – 2:13
14. "With a Wonder and a Wild Desire" – 3:40
15. "Don't Let Me Die Still Wondering" – 4:17

## Curiosidades
- Lucinda Williams canta en el tema "Factory Girls".
- El álbum está dedicado a Joe Strummer y a Johnny Cash, tal y como indica el librito. El tema "The Seven Deadly Sins" está dedicada al primero, la letra dice "Johnny strummed his tommy gun". El tema "Don't Let Me Die Still Wondering" lo escribió Dave cuando se enteró de que Johnny Cash había muerto.
- El tema "To Youth (My Sweet Roisin Dubh)" aparece en el videojuego FIFA Football 2005 y en el Vans Warped Tour Compilation 2004.

- Datos: Q2734717